# Brit Ha'Birionim

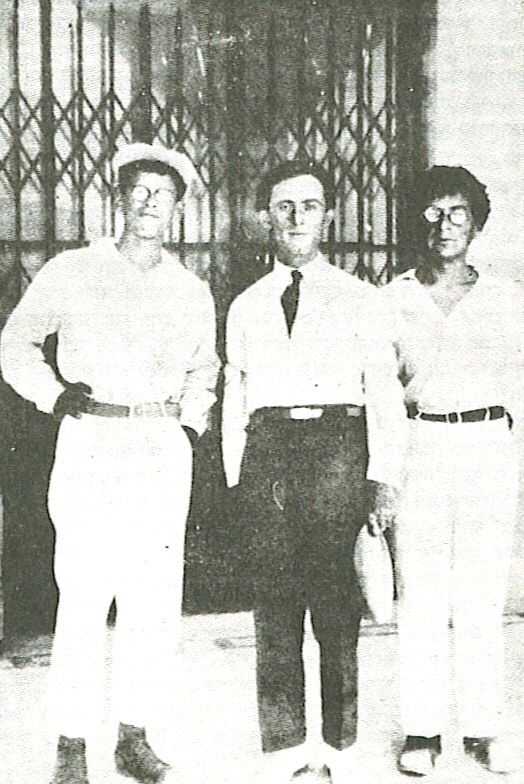
Abba Achimeir, Uri Zvi Greenberg e Joshua Yeivin

Brit HaBirionim (ebraico: ברית הבריונים, L'Alleanza degli uomini forti) era un partito ebraico clandestino, autodichiaratosi come fazione fascista del Partito revisionista sionista nel mandato britannico della Palestina, attivo tra il 1930 ed il 1933. Venne fondato dal trio costituito da Abba Achimeir, Uri Zvi Greenberg e dal dr. Joshua Yeivin.

## Nascita
Durante la rivolta palestinese del 1929 e le altre rivolte arabe, l'Haganah si trovò impossibilitata a prevenire con successo il massacro di Hebron ed il pogrom di Safed. Ciò portò alla creazione della prima organizzazione politica militante caratterizzata da una completa dissociazione dall'organizzazione sionista preesistente dominata dal movimento sionista laburista.

## Ideologia
L'ideologia ufficiale dell'organizzazione era il massimalismo revisionista, modellato sul fascismo italiano. Esso intendeva creare uno Stato corporativista e socializzato, fondato sull'istituzione dei kibbutz. Fu anche influenzato dal Cananismo, ideologia di Yonatan Ratosh, e dalle teorie di Oswald Spengler contenute in Der Untergang des Abendlandes (1918). Fu ispirato dal Partito revisionista sionista ad adottare i principi fascisti del regime di Benito Mussolini, per creare tra gli ebrei un sionismo popolare di stampo "nazionalista puro". Il massimalismo revisionista respinge il comunismo, l'umanesimo, l'internazionalismo, il liberalismo, il pacifismo e il socialismo; condannata la fazione liberale del sionismo, si schierò con gli ebrei della classe media, piuttosto che con la nazione ebraica nel suo complesso. Gli obiettivi minimi del massimalismo revisionista vennero presentati nel 1932, quando Ahimeir domandò ufficialmente che la guida del movimento sionista revisionista fosse ridisegnata nella forma di una dittatura, richiese la fondazione di una federazione sionista indipendente, l'avvio di un'inchiesta nota come "guerra sui fondi" per porre fine alla corruzione nel movimento sionista, e di una guerra contro l'antisemitismo allora molto in voga in paesi come la Polonia e l'URSS (e successivamente in Germania). Le intenzioni del movimento erano sintetizzate nel motto «conquista o muori».

## Attività

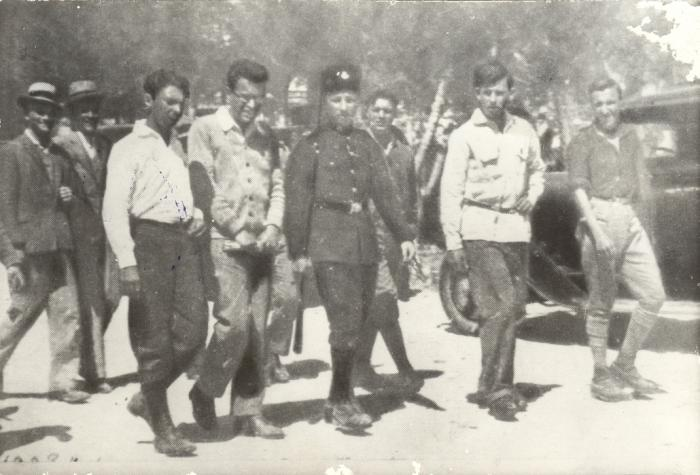
Abba Ahimeir (l'uomo in manette e gli altri membri Brit HaBirionim, tra i quali Haim Dviri, mentre sono portati davanti a un tribunale dalle forze dell'ordine britanniche in Gerusalemme.

I membri del Brit HaBirionim portarono a termine diverse operazioni, tra cui alcune manifestazioni pubbliche contro la visita di dignitari di corte britannici, contro l'arresto e la deportazione verso l'Europa dei profughi ebrei che superavano i limiti dei loro visti turistici, svariati tentativi di sabotare il censimento condotto dai britannici ed altre attività illegali e provocazioni quali suonare lo shofar al Muro Occidentale (proibito, a quel tempo, dalle leggi britanniche) o la rimozione delle bandiere naziste da due consolati tedeschi dopo la notte dei cristalli organizzata in Germania da Hitler.
Nel 1933 l'autorità del mandato britannico arrestò diversi membri, tra cui Ahimeir, e li accusò dell'assassinio di Haim Arlozoroff. Sebbene assolti dalle accuse nel 1934, il processo appannò la reputazione del gruppo tra la popolazione ebraica, determinandone la scomparsa.